# 페르세우스자리 이오타

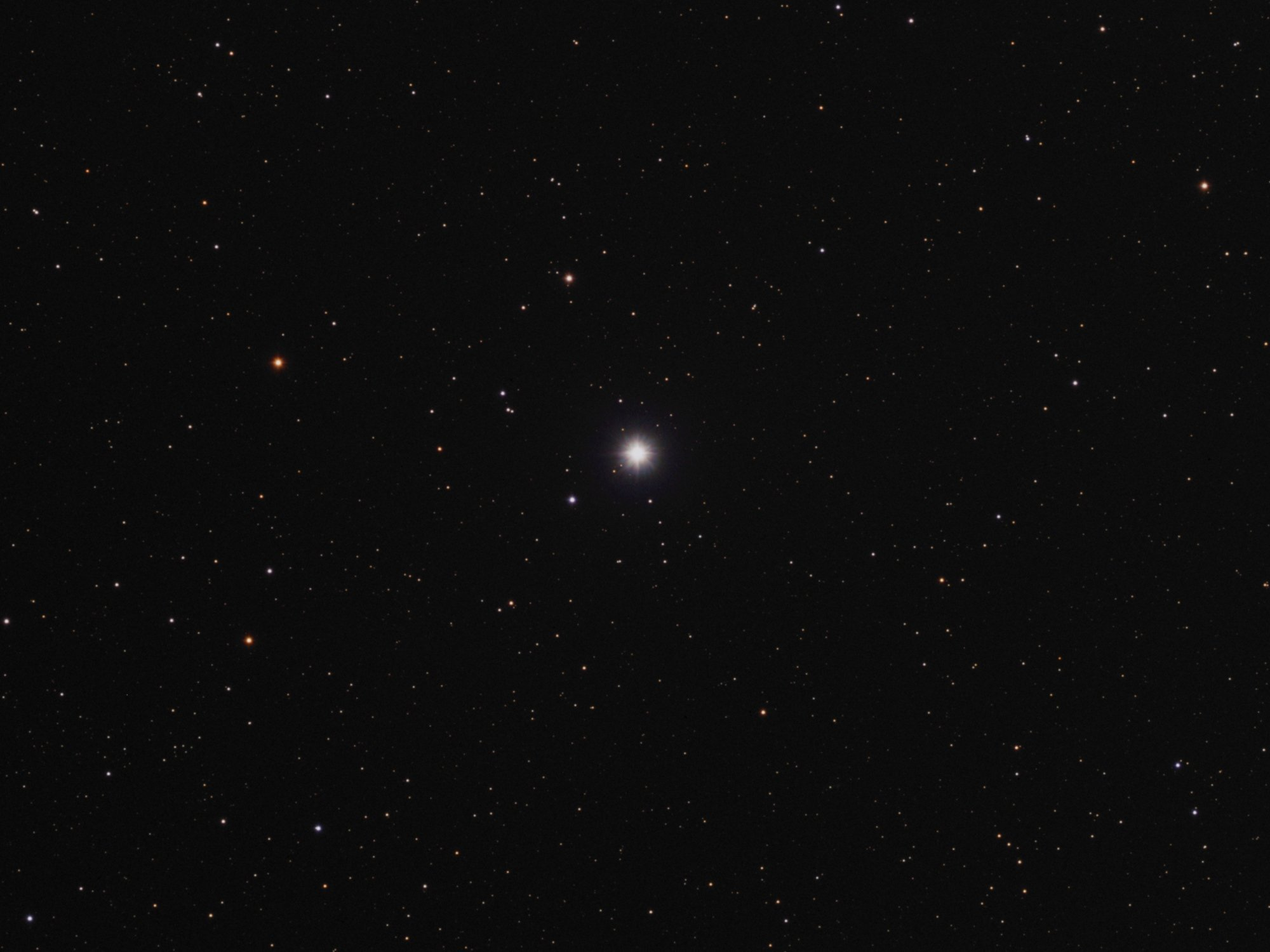

페르세우스자리 이오타(Iota Persei, ι Per, ι Persei)는 페르세우스자리에 있는 주계열성이다. 이 별은 태양보다 질량과 반지름이 약간 더 크며, 지구에서 34광년 떨어져 있다. 이오타는 태양에 대하여 초당 92킬로미터의 속도로 움직이고 있으며, 따라서 비교적 큰 고유 운동을 보인다.
이 별 주위의 동반 천체는 아직 발견되지 않았다. 시선 방향으로 12등급의 어두운 별이 존재하기는 하나, 천문학자들은 이 천체가 이오타별과 중력으로 묶여 있지는 않은 것으로 보고 있다.

## 문화적 인용
과학 소설가 마이클 Z. 윌리엄슨은 자신의 저서 프리홀드(Freehold)에서, 페르세우스자리 이오타 주위를 행성 그라이니(Grainne)가 돌고 있다고 표현했다.

## 같이 보기
- 가까운 밝은 별